# Бжозова (Опатовський повіт)
Бжозова (пол. Brzozowa) — село в Польщі, у гміні Тарлув Опатовського повіту Свентокшиського воєводства.
Населення — 357 осіб (2011).
У 1975-1998 роках село належало до Тарнобжезького воєводства.

## Демографія
Демографічна структура на день 31 березня 2011 року:
|          | Загалом | Допрацездатний вік | Працездатний вік | Постпрацездатний вік |
| -------- | ------- | ------------------ | ---------------- | -------------------- |
| Чоловіки | 171     | 24                 | 118              | 29                   |
| Жінки    | 186     | 33                 | 92               | 61                   |
| Разом    | 357     | 57                 | 210              | 90                   |